# Cheerful+Colorful
Cheerful+Colorful（チアフル・カラフル）は、宮沢ゆあなと薬師るりによる、音楽制作ユニットである。
2008年にデビュー。ロックンバナナがプロデュースする。略称は「ちあ+から」。
概要
このユニットの主な活動は、楽曲の制作、提供およびライブ出演である。楽曲制作では、宮沢ゆあなが作詞、薬師るりが作曲を担当する。
2008年9月17日には1stシングル『Cheerful+Colorful 〜いつもここにいる〜』をリリースした。

## ディスコグラフィー

### シングル
1. Cheerful+Colorful 〜いつもここにいる〜（2008年9月17日） c/w『寄り道』
2. Sweet日和（2009年7月30日）c/w『スターボーイ・エーテルガール』

### コンピレーション等
1. も〜っと! 萌え萌え☆歌合戦（『生マレタ理由』『ユウキノオマジナイ☆』収録）（2008年11月27日）
2. あたまわる!（2009年7月9日）

### 楽曲提供
- webラジオ『くりきんRadio』テーマ曲 / 『Cheerful+Colorful〜いつもここにいる〜』（歌：Cheerful+Colorful）
- PS2/PSPゲーム『萌え萌え2次大戦（略）☆デラックス』EDテーマ曲 /『生マレタ理由』（歌：Cheerful+Colorful）
- webラジオ『も〜っと!萌え萌え2次ラジオ☆デラックス』テーマ曲 / 『ユウキノオマジナイ☆』（歌：成瀬未亜）
- 『ユウキノオマジナイ☆-見習いver-』（歌：見習いTai（現在ユニット名Tempaly））
- PS2ゲーム『不確定世界の探偵紳士 〜悪行双麻の事件ファイル〜』主題歌 /『ココロの絆』（歌：【Cheerful+Colorful】featuring 薬師るり）
- PCゲーム『ここより、はるか - Surrounded sea in the world -』主題歌 /『涙の欠片』（歌：かわしまりの）
- PCゲーム『さくらテイル』EDテーマ曲 /『さくらのように』（歌：青葉りんご）
- PCゲーム『さくらテイル』挿入歌 /『わたしのつばさ』（歌：風音）
- PSP『世界はあたしでまわってる　光と闇のプリンセス』主題歌 /『あたまわる！』（歌：Cheerful+Colorful featuring 宮沢ゆあな + 藤森ゆき奈）
- PS2ゲーム『NUGA-CEL！』主題歌 / 『Sweet日和』（歌：Cheerful+Colorful）
- PCゲーム『あい☆きゃん』EDテーマ曲 /『強くなるために…』 （歌：青葉りんご）
- PCゲーム『あい☆きゃん』EDテーマ曲 /『恋のスピード☆』（歌：Cheerful+Colorful）
- PS2『お掃除戦隊くりーんきーぱーH』EDテーマ曲 /『さんぽ』(歌：Cheerful+Colorful)
- PCゲーム『えろげー!〜Hもゲームも開発三昧〜』主題歌 / 『妄想爆走☆開発chu!』(歌：Cheerful+Colorful)

## webラジオ
- くりきんRadio
  - 全7回放送中、第2回から第6回まで番組内ミニコーナー「ちあ+からのチ・カ・ラ」を担当。また、宮沢ゆあなは第5回番組本編にゲスト出演している。
- ちあ+からのチ･カ･ラ
  - 2008年9月12日放送開始。